# (20964) Mons Naklethi
(20964) Mons Naklethi (1977 UA) – planetoida z pasa głównego asteroid okrążająca Słońce w ciągu 3,68 lat w średniej odległości 2,38 j.a. Odkryta 16 października 1977 roku.